# Nesobasis erythrops
Nesobasis erythrops – gatunek ważki z rodziny łątkowatych (Coenagrionidae). Endemit wyspy Viti Levu (Fidżi).